# Callosciurus
Genre
Callosciurus est un genre d'écureuils.

## Répartition
Les écureuils du genre Callosciurus se rencontrent en Asie depuis le Bangladesh jusqu'en Malaisie.

## Description
Les écureuils du genre Callosciurus sont caractérisés par une taille moyenne et une fourrure lisse noire ou noirâtre arborant sur les côtés du corps une large bande longitudinale blanche ou pâle qui s'étend des épaules aux cuisses. La queue est noire, plutôt plus longue que le corps et la tête. Le menton dont le dessous est d'un rouge baie foncé est positionné à l'intérieur des membres antérieurs.

## Liste des espèces
Selon ITIS (2 juin 2016) :
- Callosciurus adamsi (Kloss, 1921)
- Callosciurus baluensis (Bonhote, 1901)
- Callosciurus caniceps (Gray, 1842)
- Callosciurus erythraeus (Pallas, 1779) - écureuil à ventre rouge
- Callosciurus finlaysonii (Horsfield, 1824) - écureuil de Finlayson
- Callosciurus inornatus (Gray, 1867)
- Callosciurus melanogaster (Thomas, 1895)
- Callosciurus nigrovittatus (Horsfield, 1824)
- Callosciurus notatus (Boddaert, 1785)
- Callosciurus orestes (Thomas, 1895)
- Callosciurus phayrei (Blyth, 1856)
- Callosciurus prevostii (Desmarest, 1822) - écureuil de Prévost[4]
- Callosciurus pygerythrus (I. Geoffroy Saint Hilaire, 1831)
- Callosciurus quinquestriatus (Anderson, 1871)

## Galerie

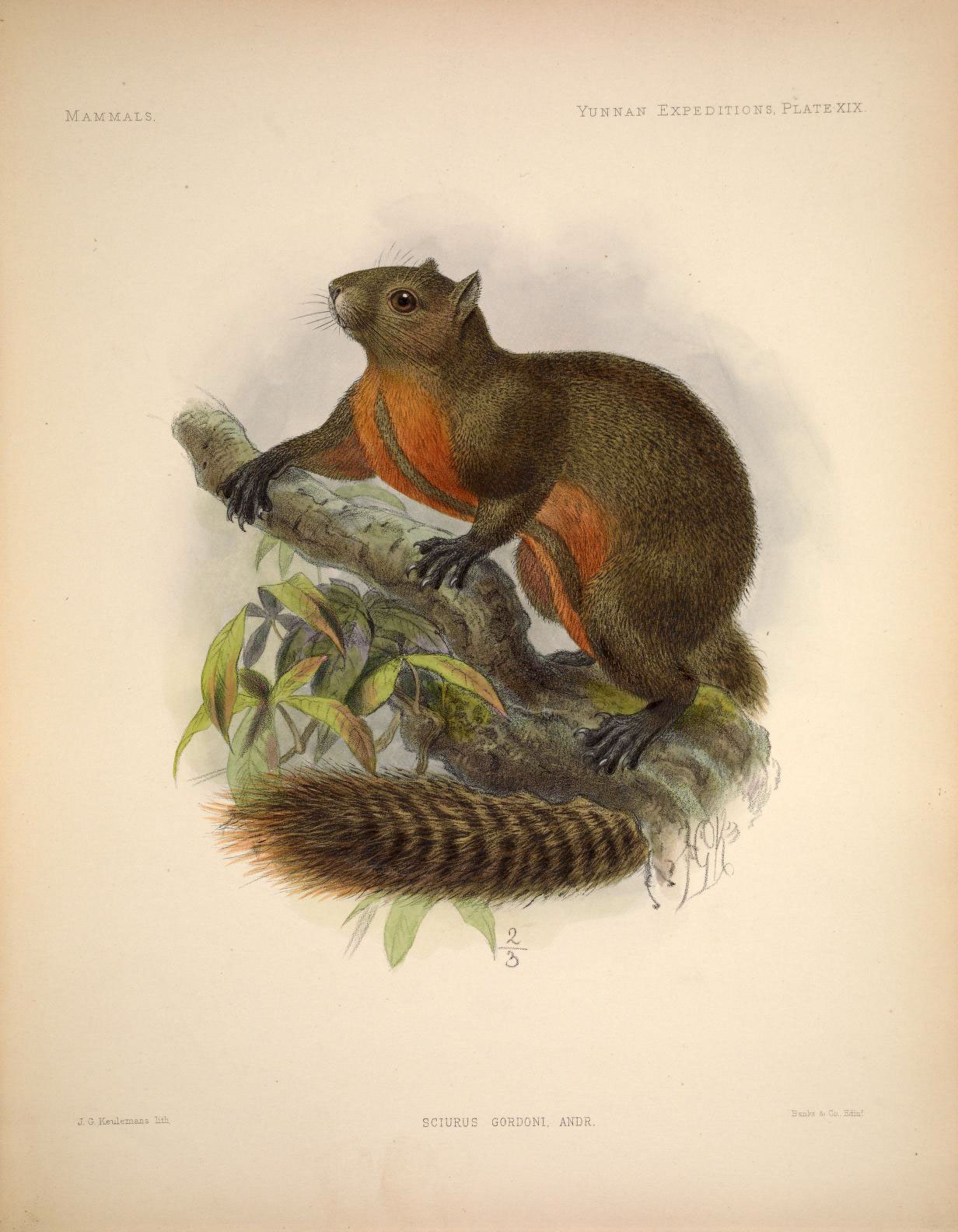
Callosciurus erythraeus
Callosciurus notatus
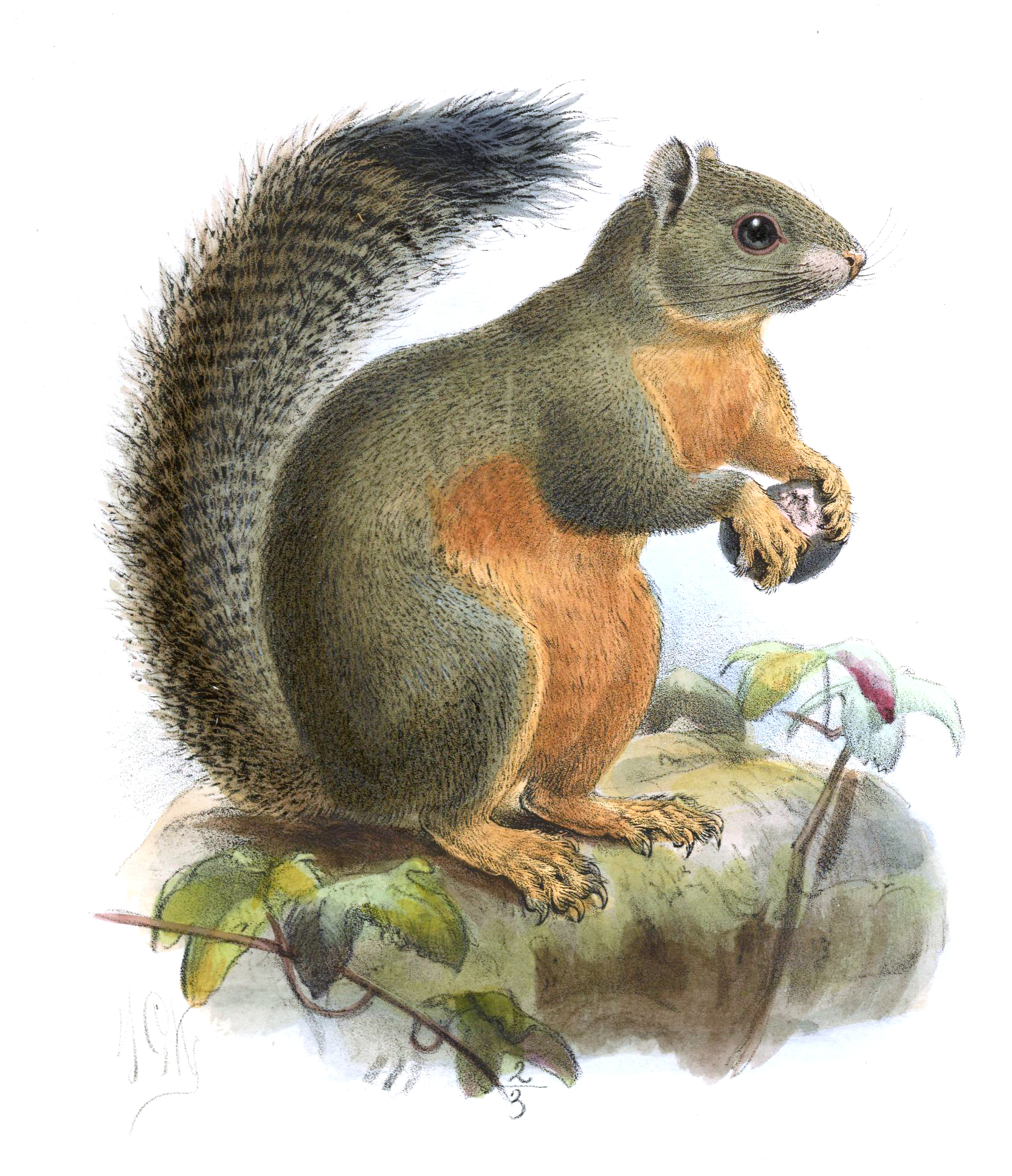
Callosciurus phayrei
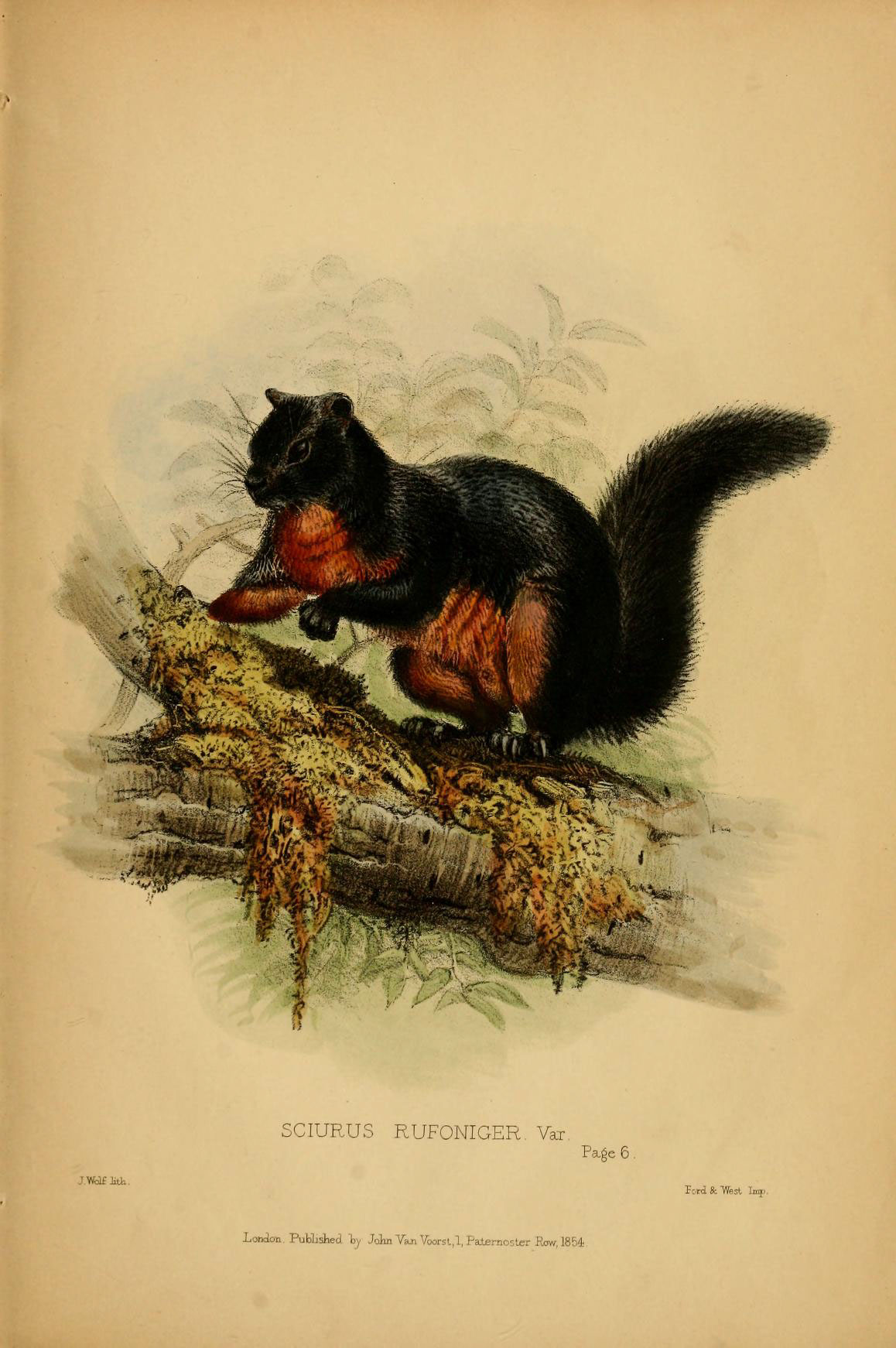
Callosciurus prevostii
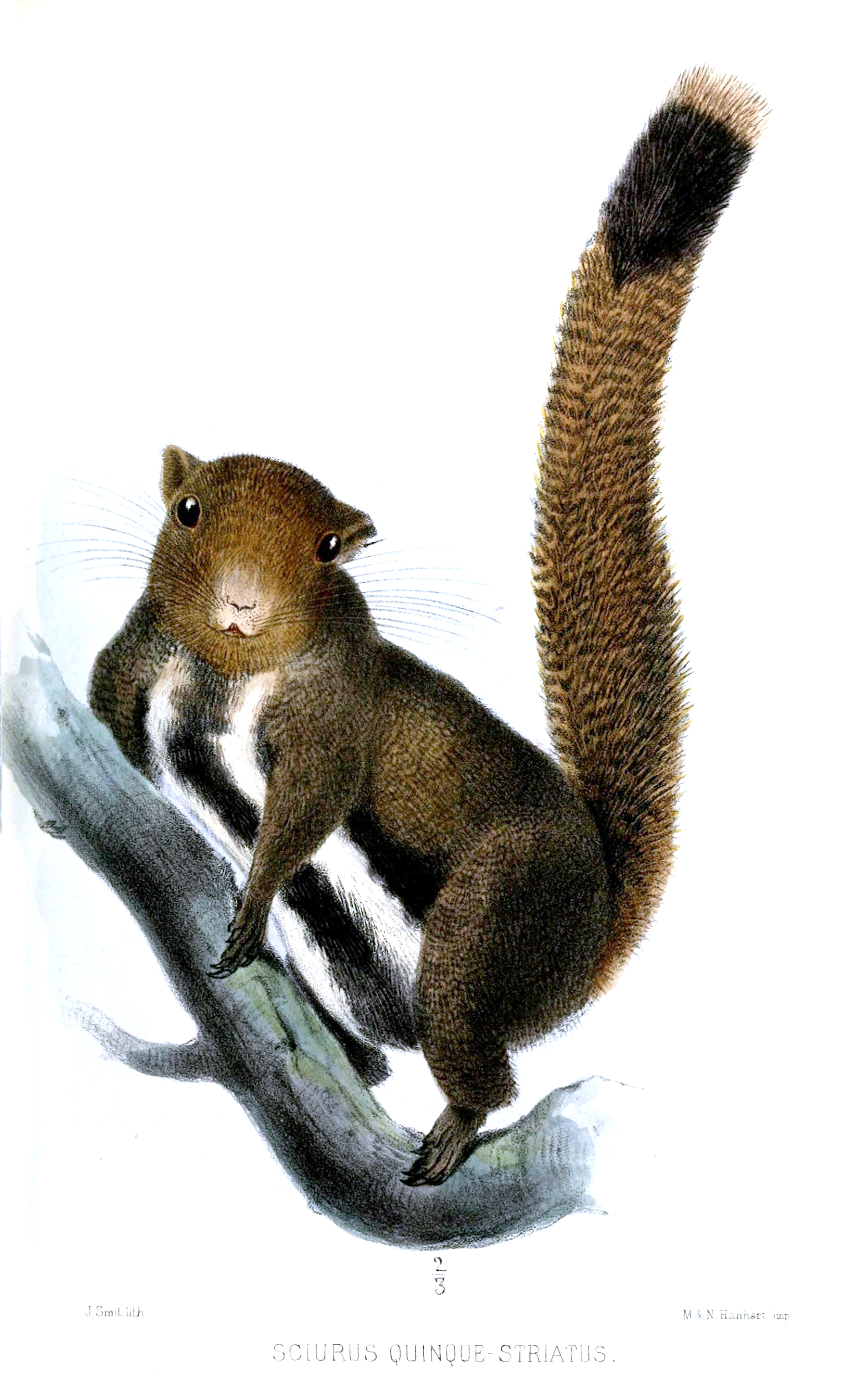
Callosciurus quinquestriatus

## Publication originale
- Gray, J. E. 1867. Synopsis of the Asiatic squirrels (Sciuridae) in the collection of the British Museum, describing one new genus and some new specie. The Annals and magazine of natural history; zoology, botany, and geology, 20(3): 270-286. (texte intégral, p. 277 Callosciurus)